# جورج ليبيس
جورج ليبيس (بالإنجليزية: George Lebese)‏ (3 فبراير 1989 في جنوب أفريقيا - ) هو لاعب كرة قدم جنوب أفريقي في مركز الوسط. شارك مع منتخب جنوب أفريقيا لكرة القدم. أما مع النوادي، فقد لعب مع نادي كايزر تشيفز.

## روابط خارجية
- جورج ليبيس على موقع قاعدة بيانات كرة القدم.إي يو (الإنجليزية)
- جورج ليبيس على موقع ناشيونال فوتبول تيمز (الإنجليزية)
- جورج ليبيس على موقع Soccerway.com (الإنجليزية)